# Tatepeira carrolli
Espèce
Tatepeira carrolli est une espèce d'araignées aranéomorphes de la famille des Araneidae.

## Distribution
Cette espèce est endémique du département de Meta en Colombie.

## Description
La femelle holotype mesure 10,5 mm.

## Étymologie
Cette espèce est nommée en l'honneur de Brian T. Carroll.

## Publication originale
- Levi, 1995 : Orb-weaving spiders Actinosoma, Spilasma, Micrepeira, Pronous, and four new genera (Araneae: Araneidae). Bulletin of the Museum of Comparative Zoology, vol. 154, no 3, p. 153-213 (texte intégral).